# Difridas
Difridas fue un general espartano de la guerra de Corinto. En el 391 a. C., estuvo al mando de las fuerzas espartanas en Asia menor, cuyo anterior comandante, Tibrón, había sido asesinado en una emboscada. Difridas continuó la política de su predecesor de lanzar incursiones de saqueo en el territorio del sátrapa persa de la región, Estrutas. Estas incursiones fueron muy efectivas; Difridas en un momento dado capturó al yerno de Estrutas, y con el saqueo obtenido fue capaz de alquilar mercenarios para ampliar sus fuerzas.